# Wicked Game (álbum)
Wicked Game es un álbum recopilatorio del cantautor estadounidense Chris Isaak. Fue publicado el 14 de enero de 1991 a través del sello discográfico Reprise, siendo distribuido por WEA en los países fuera de América. Contiene 11 canciones de sus tres primeros álbumes de estudio.
La publicación del material fue causado por el éxito internacional que obtuvo el cantautor con su canción «Wicked Game» en las regiones europeas, como también su videoclip promocional dirigido por el fotógrafo Herb Ritts, consiguiendo una alta rotación por el canal musical MTV. De manera similar, la canción «Blue Hotel» obtuvo una reedición como sencillo, logrando ingresar a las listas musicales europeas como también estadounidenses.

## Lista de canciones
Todas las canciones escritas y compuestas por Chris Isaak, excepto «Heart Full of Soul» por Graham Gouldman. 
| N.º   | Título                         | Duración |  |
| 1.    | «Wicked Game»                  | 4:49     |  |
| 2.    | «You Owe Me Some Kind of Love» | 3:53     |  |
| 3.    | «Blue Spanish Sky»             | 3:58     |  |
| 4.    | «Heart Shaped World»           | 3:28     |  |
| 5.    | «Heart Full of Soul»           | 3:20     |  |
| 6.    | «Funeral in the Rain»          | 3:22     |  |
| 7.    | «Blue Hotel»                   | 3:13     |  |
| 8.    | «Dancin'»                      | 3:45     |  |
| 9.    | «Nothing's Changed»            | 4:07     |  |
| 10.   | «Voodoo»                       | 2:42     |  |
| 11.   | «Lie to Me»                    | 4:15     |  |
| 12.   | «Wicked Game (Instrumental)»   | 4:47     |  |
| 45:39 |                                |          |  |

## Posicionamiento en listas
| Listas (1991)                 | Mejor posición |
| ----------------------------- | -------------- |
| Alemania (Offizielle Top 100) | 3              |
| Australia (ARIA Charts)       | 8              |
| Austria (Ö3 Austria)          | 6              |
| Noruega (VG-lista)            | 6              |
| Nueva Zelanda (RIANZ)         | 3              |
| Países Bajos (Album Top 100)  | 3              |
| Reino Unido (UK Albums)       | 3              |
| Suecia (Sverigetopplistan)    | 2              |
| Suiza (Schweizer Hitparade)   | 4              |

| Listas (1991)                 | Posición |
| ----------------------------- | -------- |
| Alemania (Offizielle Top 100) | 26       |
| Australia (ARIA)              | 34       |
| Nueva Zelanda (RMNZ)          | 36       |
| Países Bajos (Album Top 100)  | 15       |
| Suiza (Schweizer Hitparade)   | 33       |

## Certificaciones
| País (Certificador) | Certificación | Ventas certificadas |
| --- | ------------- | ------------------- |
| Alemania (BVMI) | Oro           | 250 000*            |
| Finlandia (Musiikkituottajat)                                                                                            | Platino       | 59 682              |
| Francia (SNEP) | Platino       | 300 000*            |
| Reino Unido (BPI) | 2× Platino    | 600 000*            |
| Suiza (IFPI Swiss) | Oro           | 25 000*             |
| ^cifras de envíos basadas únicamente en la certificación xcifras no especificadas basadas únicamente en la certificación |               |                     |